# Cobus Reinach
Jacobus Meyer Reinach, detto Cobus (Bloemfontein, 7 febbraio 1990), è un rugbista a 15 sudafricano, mediano di mischia del Montpellier e campione del mondo nel 2019 e nel 2023 con il Sudafrica.

## Biografia
Formatosi al Grey College di Bloemfontein, fu ingaggiato dalle giovanili degli Sharks, la provincia rugbistica del KwaZulu-Natal, con cui esordì in Currie Cup e, a seguire, nel Super Rugby.
Esordì in nazionale contro l'Australia nel corso del Championship 2014.
Nel 2017 fu in Inghilterra al Northampton, con cui nel 2019 giunse fino alla semifinale di campionato e si aggiudicò la classifica dei migliori realizzatori con 12 mete.
In quello stesso anno fu convocato dal Sudafrica alla Coppa del Mondo in Giappone, nel corso della quale scese in campo in due incontri della fase a gironi contro Namibia e Canada, cui segnò tre mete.
Alla fine della stagione 2019-20 firmò un contratto con il club francese del Montpellier, originariamente triennale, ma successivamente prolungato fino al 2025.

## Palmarès
- Coppe del mondo: 2
Sudafrica: 2019, 2023
- Campionati francesi: 1
Montpellier: 2021-22